# Buddleja oblonga
Buddleja oblonga är en flenörtsväxtart som beskrevs av George Bentham. Buddleja oblonga ingår i släktet buddlejor, och familjen flenörtsväxter. Inga underarter finns listade i Catalogue of Life.